# Pedro Sanjurjo
Pedro Sanjurjo González, né le 20 mars 1958, est un homme politique espagnol membre du Parti socialiste ouvrier espagnol (PSOE).
Il est président de la Junte générale de la principauté des Asturies entre 2012 et 2019.

## Biographie

### Vie privée
Pedro Sanjurjo est marié et père de deux enfants.

### Profession
Il commence à travailler en 1973 dans une usine textile, à l'âge de quinze ans. De 1974 à 1982, il travaille dans le secteur de la domotique puis il devient autonome de 1983 à 1999 lorsqu'il fonde une entreprise de climatisation.

### Carrière politique
Pedro Sanjurjo intègre le PSOE en 1975 et devient membre de la direction nationale des Jeunes socialistes en 1977. De 1978 à 1982, il est secrétaire à la Formation et à l'Organisation de l'Union générale des travailleurs (UGT) puis secrétaire général du PSOE de Gijón de 1988 à 1995.
Il devient conseiller municipal de Gijón en 1999. Il est nommé de 1999 à 2007, conseiller chargé des Finances et premier adjoint-au-maire de la commune puis de 2007 à 2011, conseiller chargé de l'Urbanisme et second adjoint-au-maire.
Lors des élections régionales du 25 mars 2012, il est élu député pour la circonscription centrale. Il est proposé à la présidence du Parlement par le groupe socialiste et élu le 27 avril 2012.
De nouveau candidat aux élections du 24 mai 2015, il est réélu député puis président du Parlement le 16 juin 2015.